# バック・トゥ・ジ・エッグ
『バック・トゥ・ジ・エッグ』（英語: Back to the Egg）は、1979年に発表されたウイングスのアルバム。

## 解説
ウイングスの7枚目オリジナルアルバム。その後新たなアルバムを制作することはなく1981年に解散したため、結果的にラストアルバムとなった。アメリカではこのアルバムからビートルズ時代から在籍したキャピトル・レコードを離れて、CBS配下のコロムビア・レコードに移籍した。新メンバーのローレンス・ジュバー（ギター）、スティーヴ・ホリー（ドラムス）は、このアルバムのみの参加となった。
プロデューサーには、ピンク・フロイドやエルトン・ジョンなどを手がけたクリス・トーマスを起用。
ピート・タウンゼント、ケニー・ジョーンズ（ザ・フー）、デヴィッド・ギルモア（ピンク・フロイド）、ジョン・ボーナム、ジョン・ポール・ジョーンズ（レッド・ツェッペリン）、ゲイリー・ブルッカー（プロコル・ハルム）、ロニー・レイン（元スモール・フェイセス）など豪華メンバーが参加したロック版オーケストラ「ロケストラ」が話題となった。
英6位、米8位。

## 収録曲
1. レセプション - Reception
2. ゲッティング・クローサー - Getting Closer
3. 今宵楽しく - We're Open Tonight
4. スピン・イット・オン - Spin It On
5. アゲイン・アンド・アゲイン・アンド・アゲイン - Again And Again And Again（デニーレイン作）
6. オールド・サイアム・サー - Old Siam, Sir
7. アロウ・スルー・ミー - Arrow Through Me
8. ロケストラのテーマ - Rockestra Theme
9. 君のために - To You
10. アフター・ザ・ボール〜ミリオン・マイルズ - After The Ball/Million Miles
11. 冬のバラ〜ラヴ・アウェイク - Winter Rose/Love Awake
12. ブロードキャスト - The Broadcast
13. ソー・グラッド - So Glad To See You Here
14. ベイビーズ・リクエスト -Baby's Request
以下は「ポール・マッカートニー・コレクション」と題したデジタル・リマスター盤で再発の際に追加されたボーナス・トラック
15. デイタイム・ナイトタイム - Daytime Nightime Suffering
16. ワンダフル・クリスマスタイム - Wonderful Christmastime
17. 赤鼻のトナカイ - Rudolph The Red-Nosed Reggae（よく見られるクリスマスのトラッド）
18. Goodnight Tonight (Long version)

※18.は2007年、iTunes Store販売版のボーナス・トラック。（12”収録バージョン）

## 演奏者
- ポール・マッカートニー: Bass guitar, guitars, piano, keyboards, recorder, synthesizer, vocals.
- リンダ・マッカートニー: Keyboards, percussion, mini-moog, vocals.
- デニー・レイン: Guitars, piano, keyboards, flute, vocals.
- ローレンス・ジュバー: Guitars, vocals.
- スティーヴ・ホリー: Drums, percussion, vocals.

### ロケストラ参加ミュージシャン
- Guitars: デニー・レイン、ローレンス・ジュバー、デヴィッド・ギルモア、ハンク・マーヴィン、ピート・タウンゼント
- Drums: スティーヴ・ホリー、ジョン・ボーナム、ケニー・ジョーンズ
- Basses: ポール・マッカートニー、ジョン・ポール・ジョーンズ、ロニー・レイン、ブルース・トーマス
- Pianos: ポール・マッカートニー、ゲイリー・ブルッカー、ジョン・ポール・ジョーンズ
- Keyboards: リンダ・マッカートニー、トニー・アシュトン
- Percussion: スピーディ・アクウェイ、トニー・カー、レイ・クーパー、モーリス・パート
- Horns: ハウイー・ケイシー、トニー・ドーシー、スティーヴ・ハワード、サディアス・リチャード